# Purple Kiss
Purple Kiss (Eigenschreibweise PURPLE KISS; koreanisch 퍼플키스) ist eine südkoreanische Girlgroup der vierten K-Pop-Generation, die 2020 vom Label RBW gegründet wurde. Die Gruppe debütierte mit 7 Mitgliedern: Goeun (고은), Dosie (도시), Ireh (이레), Yuki (유키), Chaein (채인), Swan (수안), Jieun (지은). Die Girlgroup debütierte am 15. März 2021 mit dem Mini-Album Into Violet und der Lead-Single Ponzona. Am 18. November 2022 verließ Jieun die Gruppe. Der offizielle Fanclub-Name ist Plory (koreanisch 플로리).

## Mitglieder
| Name                 | Geburtsname              | Geburtstag (Alter)     | Geburtsort | Position                        |
| -------------------- | ------------------------ | ---------------------- | ---------- | ------------------------------- |
| Goeun 고은           | Na Go-eun 나고은         | 3. September 1999 (25) | Nam-gu     | Main Vocal, Lead Dance          |
| Dosie 도시           | Jang Eun-seong 장은성    | 11. Februar 2000 (25)  | Busan      | Sub Vocal, Main Dance           |
| Ireh 이레            | Cho Seo-young 조서영     | 30. April 2002 (22)    | Bundang-gu | Sub Vocal, Main Dance           |
| Yuki 유키            | Mori Koyuki もうりこゆき | 6. November 2002 (22)  | Chōfu      | Sub Vocal, Lead Dance, Main Rap |
| Chaein 채인          | Lee Chae-young 이채영    | 5. Dezember 2002 (22)  | Busan      | Main Vocal, Lead Dance, Rap     |
| Swan 수안            | Park Su-jin 박수진       | 11. Juli 2003 (21)     | Yongin     | Main Vocal                      |
| Ehemalige Mitglieder |                          |                        |            |                                 |
| Jieun 지은           | Park Ji-eun 박지은       | 4. September 1997 (27) | Seoul      | Sub Vocal                       |

## Diskografie

### EPs
| Jahr               | Titel Musiklabel                   | Höchstplatzierung, Gesamtwochen, AuszeichnungChartplatzierungen (Jahr, Titel, Musiklabel, Platzierungen, Wochen, Auszeichnungen, Anmerkungen) | Höchstplatzierung, Gesamtwochen, AuszeichnungChartplatzierungen (Jahr, Titel, Musiklabel, Platzierungen, Wochen, Auszeichnungen, Anmerkungen) | Anmerkungen                             |
| Jahr               | Titel Musiklabel                   | KR | JP | Anmerkungen                             |
| ------------------ | ---------------------------------- | --- | --- | --------------------------------------- |
| Südkoreanische EPs |                                    | | |                                         |
|                    |                                    | | |                                         |
| 2021               | Into Violet RBW                    | KR11 (7 Wo.)KR | — | Erstveröffentlichung: 15. März 2021     |
| 2021               | Hide & Seek RBW                    | KR5 (4 Wo.)KR | — | Erstveröffentlichung: 8. September 2021 |
| 2022               | MemeM RBW                          | KR7 (3 Wo.)KR | — | Erstveröffentlichung: 29. März 2022     |
| 2022               | Geekyland RBW                      | KR8 (4 Wo.)KR | — | Erstveröffentlichung: 25. Juli 2022     |
| 2023               | Cabin Fever RBW                    | KR18 (3 Wo.)KR | — | Erstveröffentlichung: 15. Februar 2023  |
| 2024               | BXX RBW                            | KR13 (7 Wo.)KR | — | Erstveröffentlichung: 19. März 2024     |
| 2024               | Headway RBW                        | KR17 (5 Wo.)KR | — | Erstveröffentlichung: 22. Oktober 2024  |
| Japanische EPs     |                                    | | |                                         |
|                    |                                    | | |                                         |
| 2023               | Dear Violet Victor Entertainment   | — | JP12 (2 Wo.)JP | Erstveröffentlichung: 22. März 2023     |
| 2024               | On the Violet Victor Entertainment | — | JP19 (1 Wo.)JP | Erstveröffentlichung: 17. Juli 2024     |

### Single-Alben
| Jahr | Titel Musiklabel | Höchstplatzierung, Gesamtwochen, AuszeichnungChartplatzierungen (Jahr, Titel, Musiklabel, Platzierungen, Wochen, Auszeichnungen, Anmerkungen) | Höchstplatzierung, Gesamtwochen, AuszeichnungChartplatzierungen (Jahr, Titel, Musiklabel, Platzierungen, Wochen, Auszeichnungen, Anmerkungen) | Anmerkungen                             |
| Jahr | Titel Musiklabel | KR | JP | Anmerkungen                             |
| ---- | ---------------- | --- | --- | --------------------------------------- |
| 2023 | Festa RBW        | KR13 (8 Wo.)KR | — | Erstveröffentlichung: 5. September 2023 |

### Singles
- 2020: My Heart Skip a Beat
- 2021: Can We Talk Again
- 2021: Ponzona
- 2021: Zombie
- 2021: My My
- 2022: memeM (맴맴)
- 2022: Nerdy
- 2023: Sweet Juice
- 2023: 7Heaven
- 2024: BBB
- 2024: On My Bike

## Auszeichnungen
2022
- Hallyu Influencer Grand Prize Awards – (World) K-POP Girl Group[5]
- Newsis K-EXPO Cultural Awards – Next Generation Hallyu Star Award[6]